# Spathodea campanulata
Spathodea campanulata, conhecida por mijinho, mijadeira, bisnagueira, tulipeira-do-gabão ou chama-da-floresta (Spathodea campanulata) é uma árvore da família das Bignoniaceae, sendo a única espécie do seu género botânico. O nome genérico deriva da palavra grega spathe (σφατηε), relativa ao cálice em formato de espádice.

## Descrição
Esta árvore atinge de 7 a 25 metros de altura, e é nativa da África tropical. É utilizada com frequência como planta ornamental em zonas tropicais e é muito apreciada pelas suas vistosas flores campanuladas de cor vermelha-alaranjada, rubras ou, mais raramente, amarelas. Em condições favoráveis, a espécie é potencialmente invasiva. Tem raízes pouco profundas e são relativamente frequentes os casos de queda de galhos (podres), fazendo com que esta árvore não seja uma boa opção em centros urbanos.
O botão floral em forma de bisnaga contém água, conhecido popularmente nas regiões interioranas do Brasil como "mijinho". Estes botões são usados em brincadeiras das crianças tirando partido da sua capacidade de esguichar o líquido (chamam-lhe por isso xixi de macaco). A seiva/mucilagem provoca manchas amarelas nos dedos e na roupa.
As flores abertas têm uma forma de taça e retém a humidade do orvalho ou da chuva, podendo tornar-se atractivas para muitas espécies de aves, apesar da toxidade apresentada para as mesmas. Em jardins e parques neotropicais, o seu néctar atrai muitos beija-flores, como o beija-flor-de-veste-preta (Anthracothorax nigricollis), o beija-flor-preto-e-branco (Florisuga fusca), ou o beija-flor-dourado (Hylocharis chrysura).

## Ecologia
Por ser uma árvore invasora, com defesas químicas e não apresentar predadores naturais no Brasil, tem sua capacidade de reprodução aumentada, se tornando uma potencial praga e infestando com facilidade terrenos abandonados. Por fim sua presença pode dificultar o estabelecimento de plantas nativas.
Após sua infestação pode demorar de 40 até 80 anos para dar lugar às espécies nativas, pois suas mudas são intolerantes à sombra .
Suas sementes são aladas e portanto dispersas pelo vento.

## Néctar e polinização
Em sua região de origem são polinizadas por pássaros  ou inclusive por lêmures .
No Brasil é visitada por aves e insetos, no entanto apresenta natureza tóxica para os mesmos, que não estão adaptados à suas defesas químicas, e portanto sua presença como árvore paisagística pode impactar a já alterada população de insetos nas cidades, alterando a ecologia dessas espécies e assim dificultando a polinização de outras espécies de plantas, ou podendo inclusive afetar populações de abelhas de cultivadores, causando danos econômicos.

## Madeira
A sua madeira é macia e por isso a árvore é por vezes usada por aves que fazem os seus ninhos escavando os troncos, como os barbaças.

## Legislação
Desde janeiro de 2019, o estado brasileiro de Santa Catarina proíbe a produção de mudas e o plantio de árvores da espécie . No entanto, alguns municípios já tinham leis nesse sentido antes e, após a promulgação da lei estadual, vários outros publicaram leis que não procuram apenas inibir o seu plantio, mas também fomentar o corte e a poda, além da substituição por espécies nativas .

## Galeria de Fotos

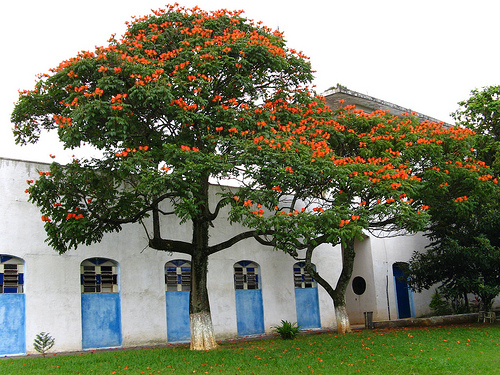
Árvore
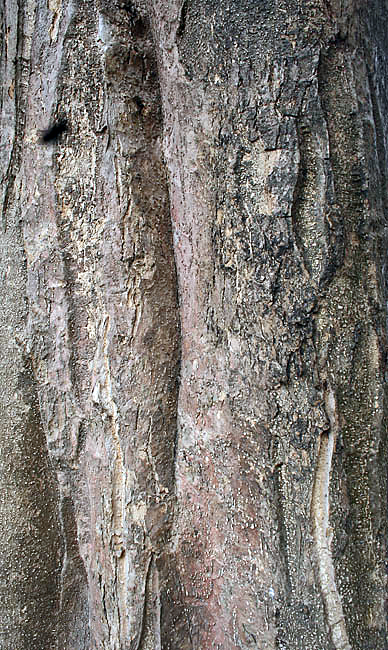
Tronco
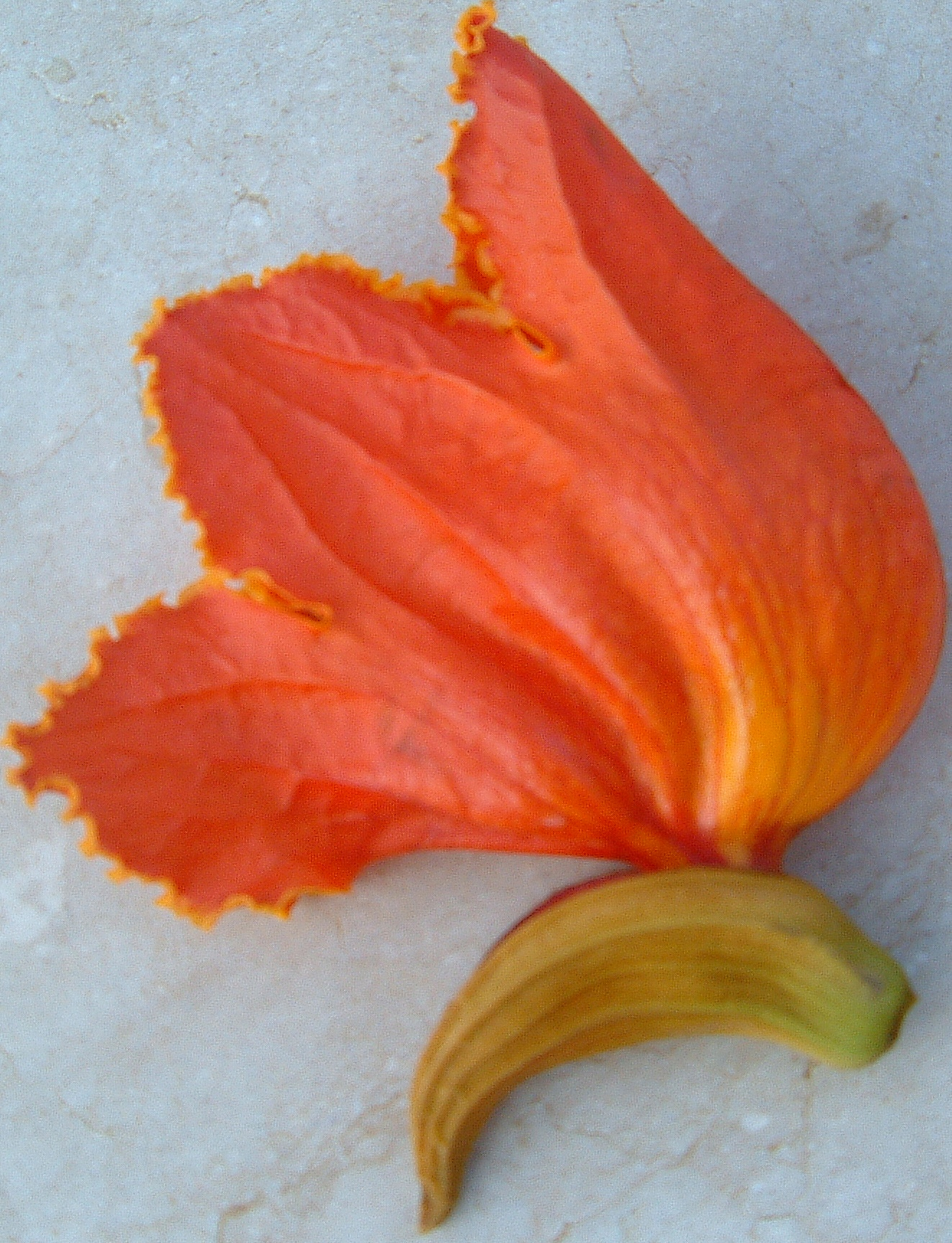
Flor aberta
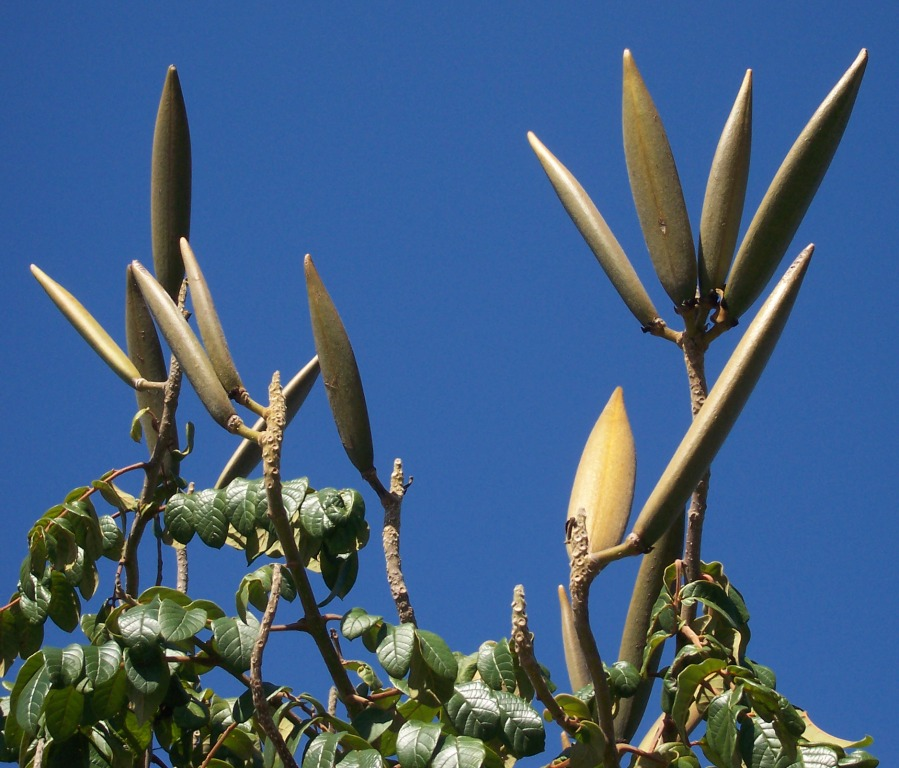
Vagem
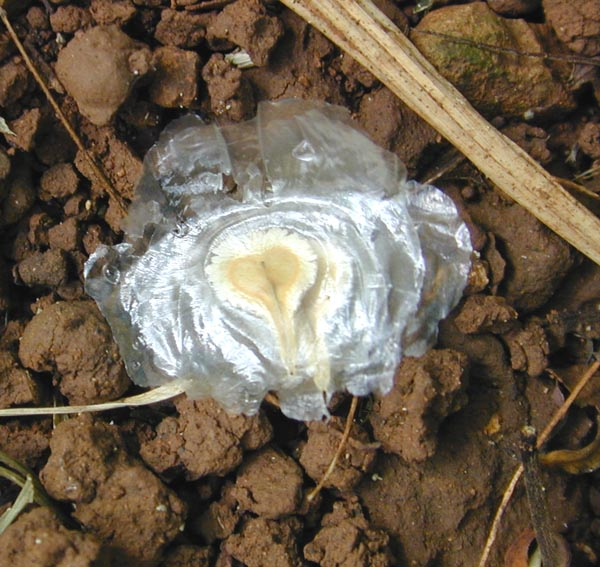
Semente
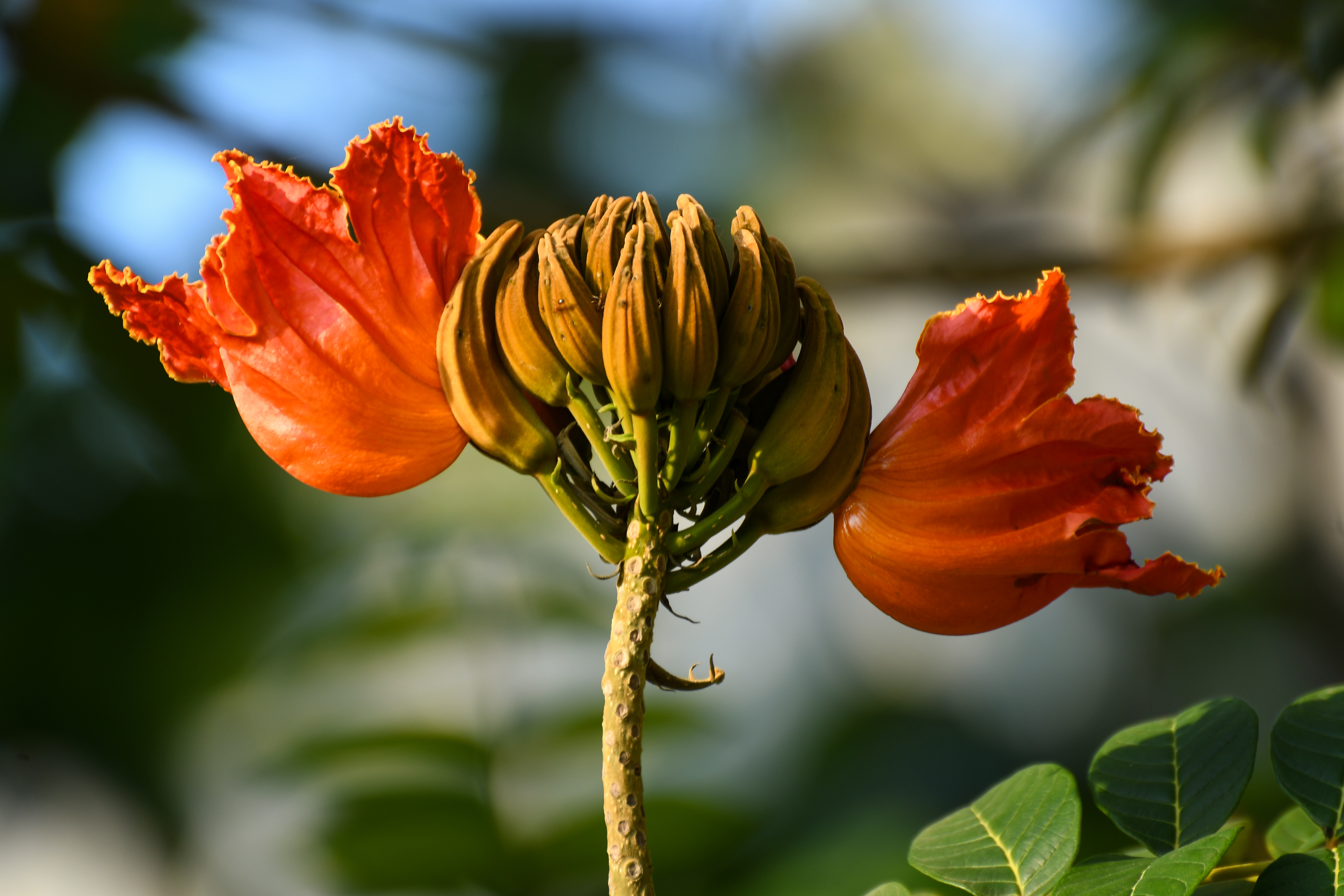
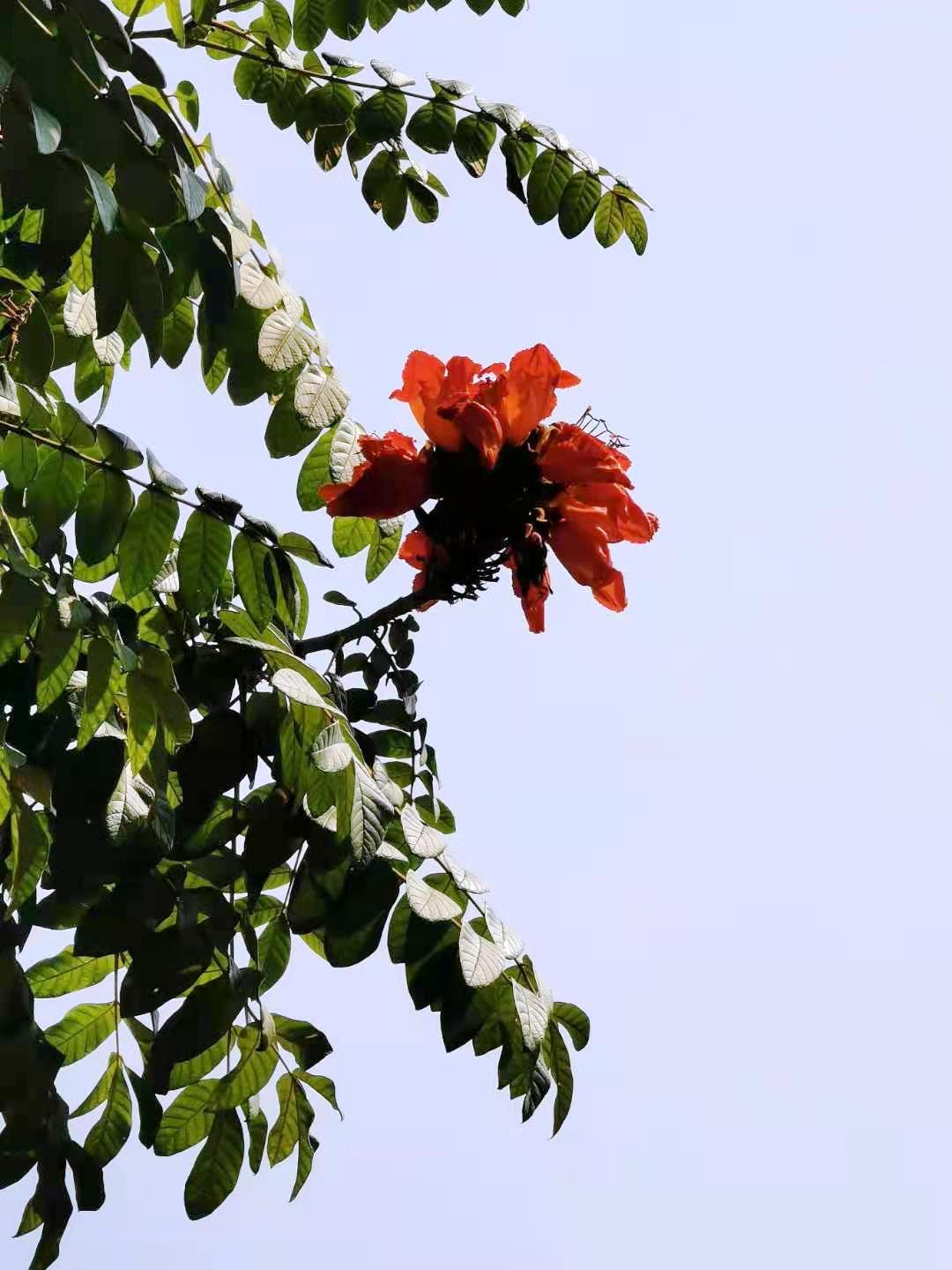
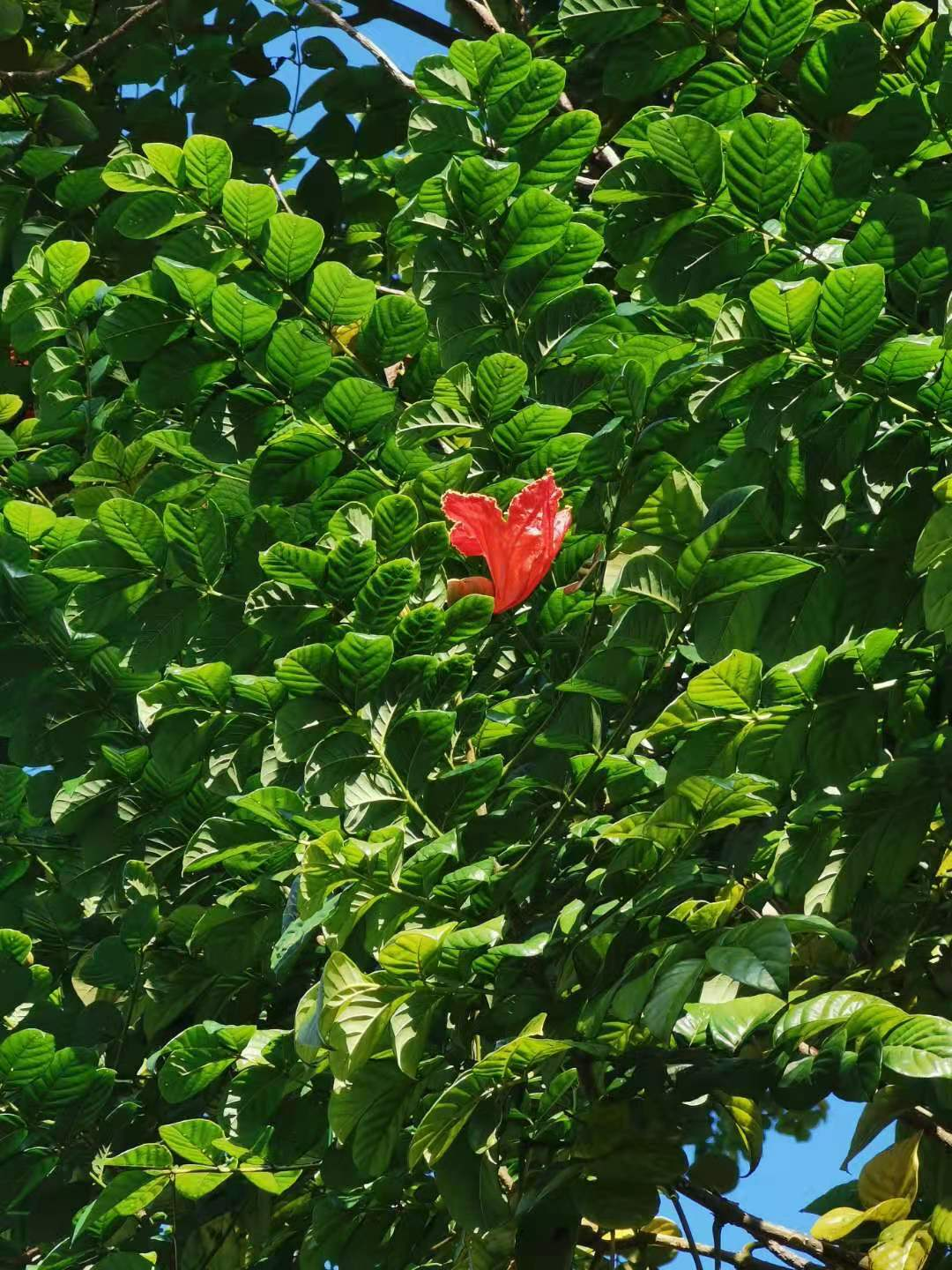